# Streptococcus uberis
Streptococcus uberis ist ein Bakterium aus der Klasse der Bacilli. In der Milchviehhaltung spielt Streptococcus uberis als Mastitiserreger eine bedeutende Rolle.

## Merkmale
Wie alle Streptokokken bildet Streptococcus uberis kokkoidale, d. h. kugelförmige Zellen, die sich in langen Ketten aneinanderlagern. Die morphologische Unterscheidung von Streptococcus uberis von anderen Streptokokken, insbesondere von Enterokokken, ist nicht möglich. Es gibt aber eine Reihe von Differenzierungsmöglichkeiten im physiologisch-chemischen Bereich zur Diagnose der Art.
Streptococcus uberis zählt zu den äskulin-positiven Umweltkeimen, das heißt, auf äskulinhaltigen Nährböden findet eine Äskulinspaltung durch die Mikroorganismen statt. Das Bakterium ist grampositiv und lässt sich in der Regel der Lancefield-Gruppe E zuordnen. Streptococcus uberis produziert keine Hämolysine, es kommt daher auf Blutagarplatten nur zur Bildung von grünlichen Zonen. Diese Eigenschaft wird als α-Hämolyse oder Vergrünung bezeichnet.
Bei Streptococcus uberis treten verschiedene genetisch unterschiedlicher Stämme auf, die eine eindeutige Identifikation manchmal schwierig machen. Einige dieser Stämme besitzen ein Gen, das den einzelnen Bakterien die Einkapselung ermöglicht. Es scheint ein Zusammenhang zwischen der Kapselbildung und der Widerstandsfähigkeit gegenüber Phagozyten (neutrophile Granulozyten) zu bestehen. Die Zusammenhänge zwischen der Möglichkeit zur Einkapselung und der Virulenz als Krankheitserreger sind noch nicht ausreichend erforscht.
Das komplette Genom des Stammes 0140J von Streptococcus uberis wurde im Jahr 2009 sequenziert. Das Bakterium besitzt in seinem einzigen, ringförmigen Chromosom 1.852.352 Basenpaare. Der genetische Informationsgehalt liegt daher am unteren Ende der bei Streptococcus-Arten bisher entschlüsselten Genome in der Größenordnung von 1,8 bis 2,3 Megabyte.

## Vorkommen
Streptococcus uberis ist ubiquitär auf der ganzen Welt verbreitet. Die Bakterien kommen überall in der Umgebung von Rinderherden vor, sei es in Großbritannien oder in Australien. Sie leben im Gras auf den Weiden oder im Stroh in den Ställen. Es konnten bei Probenentnahmen in Ställen in 36 Prozent aller Fälle mehr als eine Million Individuen pro Gramm Stroh festgestellt werden. Auch im Kot der Rinder wurde das Bakterium nachgewiesen. Genetische Untersuchungen haben gezeigt, dass Streptococcus uberis in seinem Stoffwechsel weniger spezialisiert ist als die meisten anderen Streptococcus-Arten. Außerdem kann das Bakterium Energie in langen Polyphosphat-Ketten als Vorrat speichern. Es stehen ihm eine ganze Reihe von Ökologische Nischen zur Verfügung. Diese umfassen spezialisierte Lebensräume auch innerhalb der Tiere, zu deren Kommensalen sie zählen, etwa im Verdauungstrakt und in den Milchdrüsen von Kühen, bei denen es durch den Befall zu Erkrankungen kommen kann.

## Mastitiserreger
Mastitis ist eine Entzündung der Milchdrüsen, die vor allem bei milchproduzierenden Haustieren beobachtet wird. Verschiedene Bakterienarten kommen als Verursacher in Betracht. Streptococcus uberis zählt zu den konstitutionellen oder umweltassoziierten Mastitiserregern bei Rindern. Solche Erreger führen erst bei Vorliegen eines bestimmten Keimdrucks oder weiterer prädisponierender Faktoren, wie z. B. niedriger Immunabwehr des Tieres, zu einer meist subklinisch oder chronisch verlaufenden Mastitis. Seltener kommen auch katarrhalische Mastitiden mit Fieber und Sekretveränderungen vor. Durch umweltassoziierte Erreger verursachte Krankheiten lassen sich schwerer vermeiden als die auf bestimmten Ansteckungswegen von Tier zu Tier übertragenen Erkrankungen, wie beispielsweise die von Streptococcus agalactiae ausgelöste Mastitis.
Infektionen mit Streptococcus uberis treten gehäuft im Zeitraum um die Geburt (peripartal) auf.

## Belege